# White-Ra
Олексі́й Кру́пник (нар. 15 листопада 1980, Одеса, Українська РСР), більш відомий під нікнеймом White-Ra, — колишній український професійний гравець у StarCraft: Brood War і StarCraft II, який грав за расу протосів. Багаторазовий переможець чемпіонатів України зі StarCraft, а також чемпіон IGN ProLeague та срібний призер Intel Extreme Masters у StarCraft II. За свою кар'єру заробив понад 60 тис. доларів призових.

## Життєпис

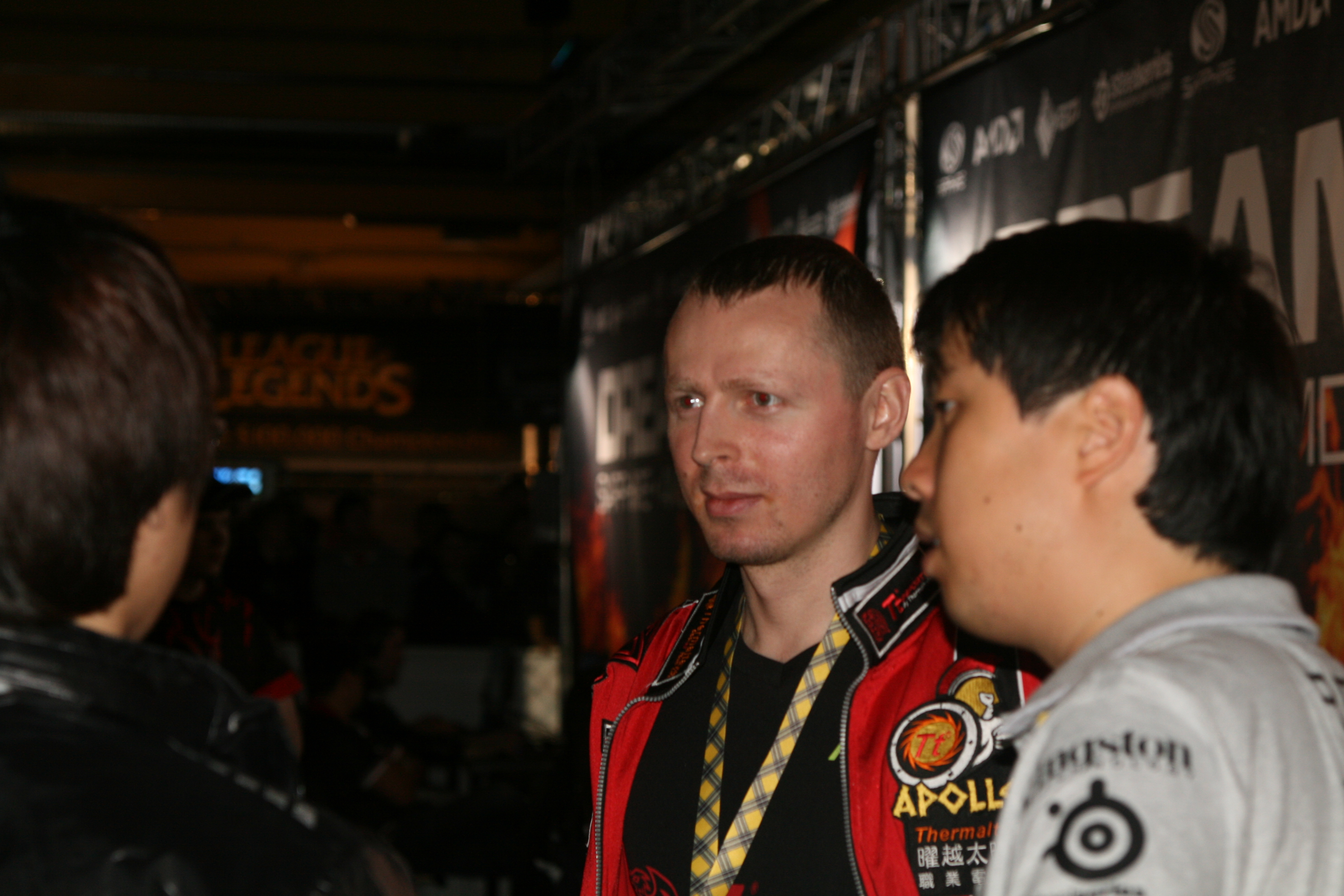
Олексій Крупник на DreamHack Summer 2011 у Йончепінгу

Олексій Крупник був студентом-океанологом, проте пізніше перевівся на «затребуваніший» напрямок «екологічне право». Під час навчання часто відвідував комп'ютерні клуби та грав у популярні тоді ігри, такі як Age of Empires, Quake та Half-Life. Там він випробував бета-версію StarCraft, яка його затягнула. 1998 року виступив на своєму першому турнірі з цієї гри; за його словами, на ньому він відіграв погано, проте цей «незадовільний результат дав [йому] сильний поштовх і стимул для ретельніших тренувань». White-Ra взяв нік на честь давньоєгипетського бога сонця, а приставка White залишилася від першої команди, яку Олексій Крупник зібрав з друзями.
Коли в рамках чемпіонату World Cyber Games стали організовуватися українські відбіркові турніри, White-Ra почав брати в них участь і 2003 року став чемпіоном України зі StarCraft. Надалі він захистить цей титул чотири рази — у 2006, 2007, 2009 та 2010 роках. Найуспішніший виступ українського кіберспортсмена відбувся 2007 року, коли він посів четверте місце на фінальному етапі чемпіонату World Cyber Games.

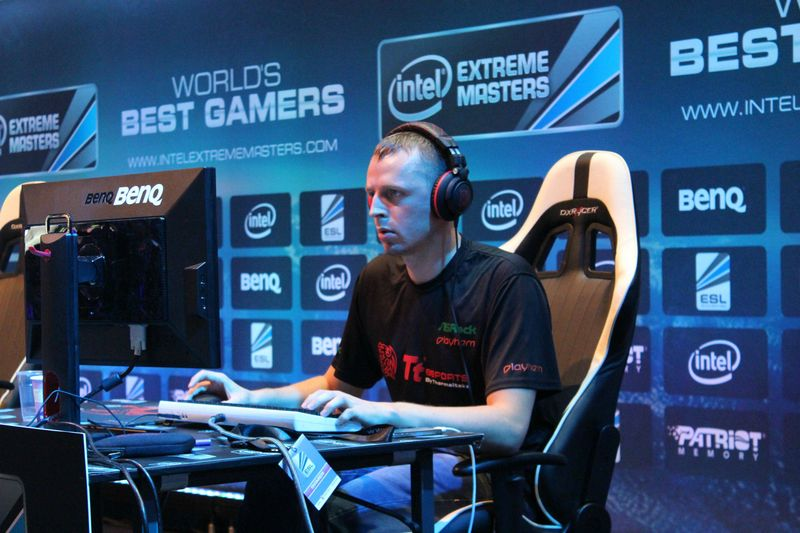
White-RA на IEM Season VII у Кельні (2012 рік)

Коли вийшов Warcraft III, White-Ra вирішив спробувати себе і в цій дисципліні та відзначився участю в кількох українських турнірах, проте не досяг значних успіхів, тільки одного разу посівши призове — друге — місце. У перервах між турнірами робив навчальні відео та писав статті для журналу «Найкращі відеоігри».
Після виходу бети StarCraft II: Wings of Liberty, White-Ra, попри поважний для кіберспортсмена вік (29 років), перейшов на нову дисципліну і почав активно тренуватися. За три роки зумів посісти третє місце на BlizzCon Invitational, здобути срібну медаль на Intel Extreme Masters та стати чемпіоном IGN ProLeague Season 2. 2011 року ввійшов до збірної світу на чемпіонаті GSL World Championship 2011, на якому корейські кіберспортсмени змагалися з найкращими гравцями решти світу. Коли в рамках StarCraft II World Championship Series організували чемпіонат України зі StarCraft II, White-Ra посів на ньому друге місце, програвши у фіналі Олександру "Bly" Свисюку. Пов'язує свій успіх зі своїм великим досвідом і тим, що йому вдалося швидко зрозуміти динаміку нової гри та розібратися зі сильними та слабкими сторонами кожної з ігрових рас. Однак, за його словами, багато сильних гравців швидко підтягнулися до його рівня або перевершили його, а сам він не міг довго тренуватися, оскільки витрачав час на сім'ю.
На 2014 рік Олексій практично перестав тренуватися, став приділяти більше часу роботі в індустрії кіберспорту. Розпочав співпрацю з Twitch і уклав контракт з Thermaltake, допомагаючи їм просувати власний кіберспортивний бренд Tt eSports.

## Стиль гри
White-Ra відрізнявся великим досвідом і глибоким розумінням гри. Як одному з найстарших кіберспортсменів, йому було складно конкурувати з молодшими гравцями в стандартній грі. Тому він активно експериментував із використовуваними стратегіями і часто імпровізував, намагаючись здивувати суперника несподіваними тактиками та «нелінійним мисленням». Свій стиль гри описував словосполученням «Special Tactics» (з англ. — «особлива тактика») і приписував його ідею генералу Суворову: «здивувати означає перемогти».

## Особисте життя
Від 2010 року одружений з Оленою Крупник.

## Визнання
Фраза «Special Tactics», якою White-Ra описував свій стиль гри, вимовлена з характерним акцентом, стала міжнародним інтернет-мемом і перемогла в конкурсі мемів порталу TeamLiquid.net. Згодом вона перетворилася на бренд: під цією назвою опубліковано низку аналітичних передач, присвячених StarCraft II, а компанія Thermaltake, за яку на той час виступав White-Ra, випустила серію однойменних килимків для миші. Крупник сказав в інтерв'ю, що це не його ідея, а Суворова — «здивувати означає перемогти», яка в грі стала вдалою та видовищною «особливою тактикою».
2020 року в рамках оновлення, присвяченого десятирічному ювілею гри, в StarCraft II додано внутрішньоігровий коментатор, який озвучив Олексій Крупник. Залежно від вибраної локалізації гри, коментатор озвучував події гри англійською або російською мовою.

## Досягнення
StarCraft:
- World Cyber Games 2007[en] (4 місце)[3]

StarCraft II:
- BlizzCon 2010 StarCraft II Invitational (3 місце)[3]
- IEM Season V — European Championships Finals (2 місце)
- IGN ProLeague Season 2 (1 місце)[3]
- 2012 StarCraft II World Championship Series[en]: Ukraine Nationals (2 місце)[5]